# Vrede van Caltabellotta
Het vredesverdrag van Caltabellotta werd gesloten op 31 augustus 1302. Caltabellotta ligt op Sicilië en het verdrag splitste het koninkrijk Sicilië (en Napels) op in twee delen: Sicilië zelf en Napels.

## Ondertekenaars

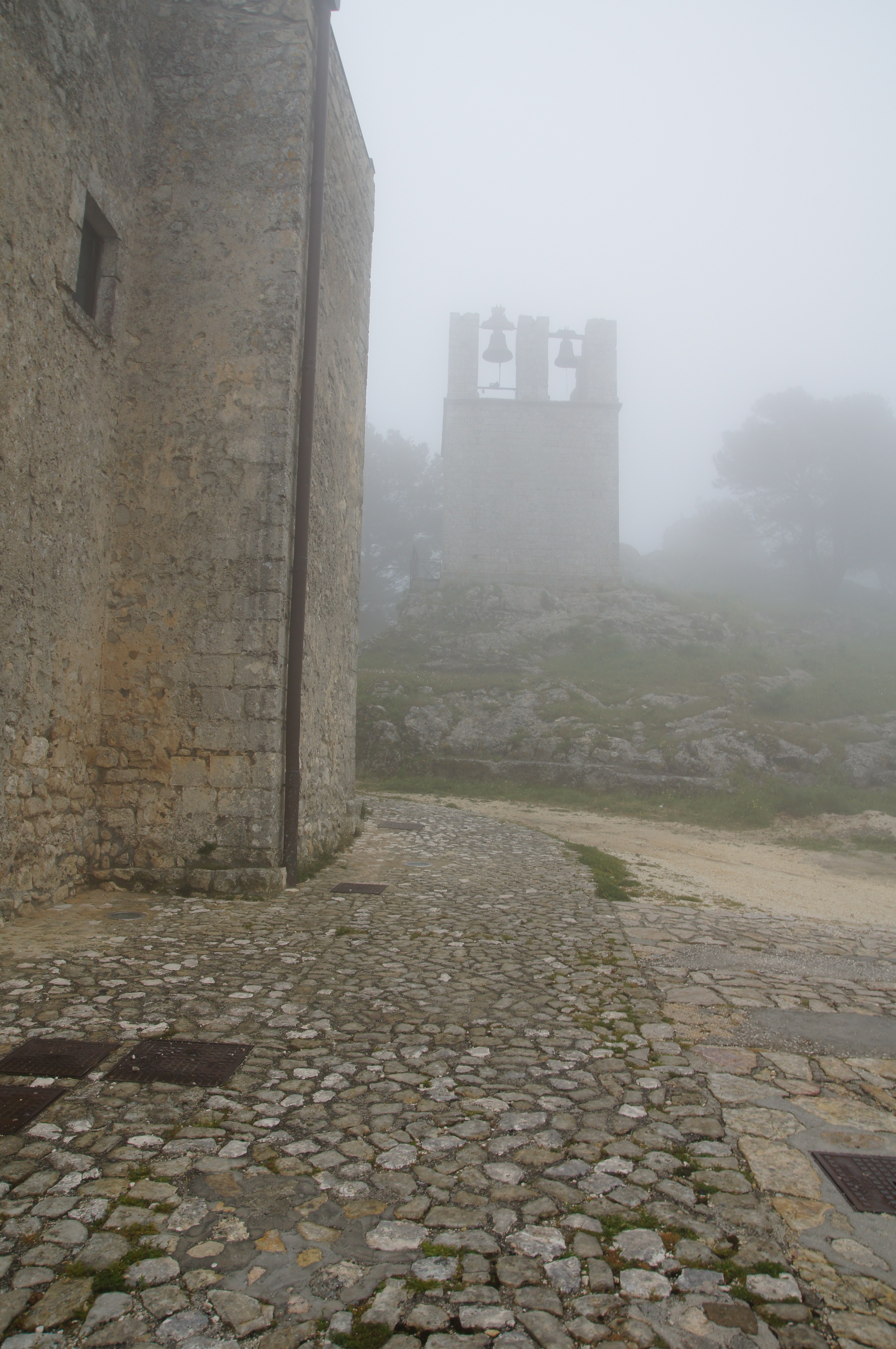
Caltabellotta

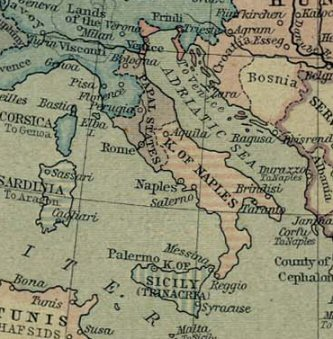
Het eiland Sicilië wordt tussen haakjes aangegeven als Trinacria.

Frederik II van Sicilië (officiële naam: Trinacria) nam in zijn vlag zowel de rood-gele kleuren van Aragon op als de adelaar van de Hohenstaufen. Een politieke boodschap dus.

- Frederik II van Sicilië, Aragonees van het Huis Barcelona. Zijn dynastie bezette en bestuurde Sicilië al sinds 1282. Hij genoot de steun van de lokale adel in Sicilië. Hij had huurlingen in dienst, de Almogavers.

- Karel II van Napels, Fransman en Angevijn van het Huis Anjou-Sicilië, gesteund door de paus. Hij was de tweede van een dynastie door de paus aan de macht gebracht in het koninkrijk Sicilië (en Napels). Paus Nicolaas IV had hem in Rieti, nabij Rome, tot koning van Sicilië gekroond (1289). Karel II behoorde traditioneel tot de Italiaanse partij van de Welfen, ofwel de pausgezinden. Traditioneel beschouwden de pausen van Rome Zuid-Italië als hun territorium, waar ze naar believen vorsten konden kronen[2]. Karel II was niet geliefd in Sicilië, net zomin als zijn vader Karel I.

## Oorlog
De oorlog van de Siciliaanse Vespers tussen Aragon en Anjou kwam tot een einde. Deze oorlog was uitgebarsten na de opstand van de Siciliaanse Vespers (1282), in het jaar dat Aragon op het Siciliaanse toneel verscheen. Robert van Anjou, zoon van Karel II, was de veldheer voor Anjou.

## Overeenkomst
- Aragon kreeg het eiland Sicilië en de omliggende eilandjes[4]. Formeel werd de naam koninkrijk Trinacria gegeven. Dit koninkrijk stond los van het pauselijk gezag. Het koninkrijk Aragon kreeg hiermee het westen van de Middellandse Zee onder haar gezag. Frederik II huwde met Eleonora van Anjou, dochter van Karel II; het eiland Sicilië was zo haar bruidsschat. Historici noemden dit koninkrijk later het koninkrijk Sicilië. Frederik II kreeg het recht van de paus (die hier niet bij was) om het koninkrijk Sardinië of Cyprus te annexeren, indien er verder onvoldoende betalingen van Karel II kwamen.
- Anjou kreeg Zuid-Italië met Napels als hoofdstad. Dit koninkrijk had de formele naam koninkrijk Sicilië, maar werd later koninkrijk Napels genoemd. Filips van Tarente, zoon van Karel II, kwam vrij uit de Siciliaanse gevangenis van Cefalu.
- Kastelen van beide vorsten die in elkaars gebied lagen, werden omgewisseld, zodat de scheiding compleet was.

Paus Bonifatius VIII was niet aanwezig bij de overeenkomst. Hij deed moeilijk over het huwelijk tussen Frederik II en Eleonora van Anjou. Frederik II deed belangrijke financiële giften aan de paus en deze laatste ratificeerde het verdrag van Caltabellotta op 21 mei 1303. Bonifatius VIII had een verzwakte positie door zijn oplopend dispuut met de machtige koning Filips IV de Schone van Frankrijk. Tijdens de ratificatie benadrukte Bonifatius VIII dat de koningstitel van Frederik II deze van Trinacria was en niet van Sicilië. Frederik II ging hiermee akkoord.

## Politiek verdrag
Er was niet echt een militaire overwinning geweest van het ene kamp of het andere. De verzwakte positie van de paus verklaarde dat de Aragonezen vrede sloten met Anjou, de pauselijke vazal in Zuid-Italië. De breuklijn in Italië tussen pausgezinden (Welfen) en tegenstanders (Ghibellijnen) kreeg met het vredesverdrag een nieuwe dimensie. Het koninkrijk Aragon nam de politieke rol over van de eertijds machtige Ghibellijnse heerser van Sicilië, Frederik II van Hohenstaufen. Naast een militaire rol speelde Aragon thans een politieke rol in Sicilië. Het was dan ook geen toeval dat Frederik II zich graag Frederik III van Sicilië liet noemen. Hiermee toonde hij aan dat hij de anti-pauselijke politiek van zijn voorvader verder voortzette in Sicilië.

## Gevolgen
In Zuid-Italië en Sicilië heerste er meerdere jaren vrede. De beide kampen waren tevreden met hun invloedssferen. 
De Aragonese huurlingen, de Almogavers, zaten zonder werk. Zij boden hun diensten aan in Byzantium. Keizer Andronikos II zette hen in tegen de Anjou-dynastie in Epirus. 
De pauselijke macht verzwakte verder met de verhuis naar Avignon (1309); de pausen waren niet meer bij machte hun invloed tot in Sicilië uit te oefenen.